# Сернан
Сернан (фр. Cernans) насеље је и општина у источној Француској у региону Франш-Конте, у департману Јура која припада префектури Лон ле Соније.
По подацима из 2011. године у општини је живело 139 становника, а густина насељености је износила 25,23 становника/km². Општина се простире на површини од 5,51 km². Налази се на средњој надморској висини од 650 метара (максималној 724 m, а минималној 612 m).

## Демографија
| 1962. | 1968. | 1975. | 1982. | 1990. | 1999. | 2011. |
| ----- | ----- | ----- | ----- | ----- | ----- | ----- |
| 136   | 141   | 137   | 123   | 104   | 98    | 139   |

График промене броја становника у току последњих година